# ماريك غريشوتا
ماريك ميكاي غريشوتا (10 ديسمبر 1945 - 9 أكتوبر 2006) مغني وكاتب وملحن وشاعر غنائي بولندي.

## روابط خارجية
- ماريك غريشوتا على موقع IMDb (الإنجليزية)
- ماريك غريشوتا على موقع ميوزك برينز (الإنجليزية)
- ماريك غريشوتا على موقع أول ميوزيك (الإنجليزية)
- ماريك غريشوتا على موقع ديسكوغز (الإنجليزية)